# Factor de von Willebrand
El factor de von Willebrand (FvW) és una glicoproteïna de la sang que participen en l'hemostàsia. És deficient o defectuosa en la malaltia de von Willebrand i està involucrat en un gran nombre d'altres malalties, com la púrpura trombocitopènica trombòtica, la síndrome de Heyde, i, possiblement, en la síndrome hemolíticourèmica. L'augment dels nivells plasmàtics en un gran nombre de malalties cardiovasculars, neoplàstiques i malalties del teixit connectiu fa pensar que sorgeix de canvis adversos en l'endoteli, i pot contribuir a un major risc de trombosi.